# Sylvie Roke

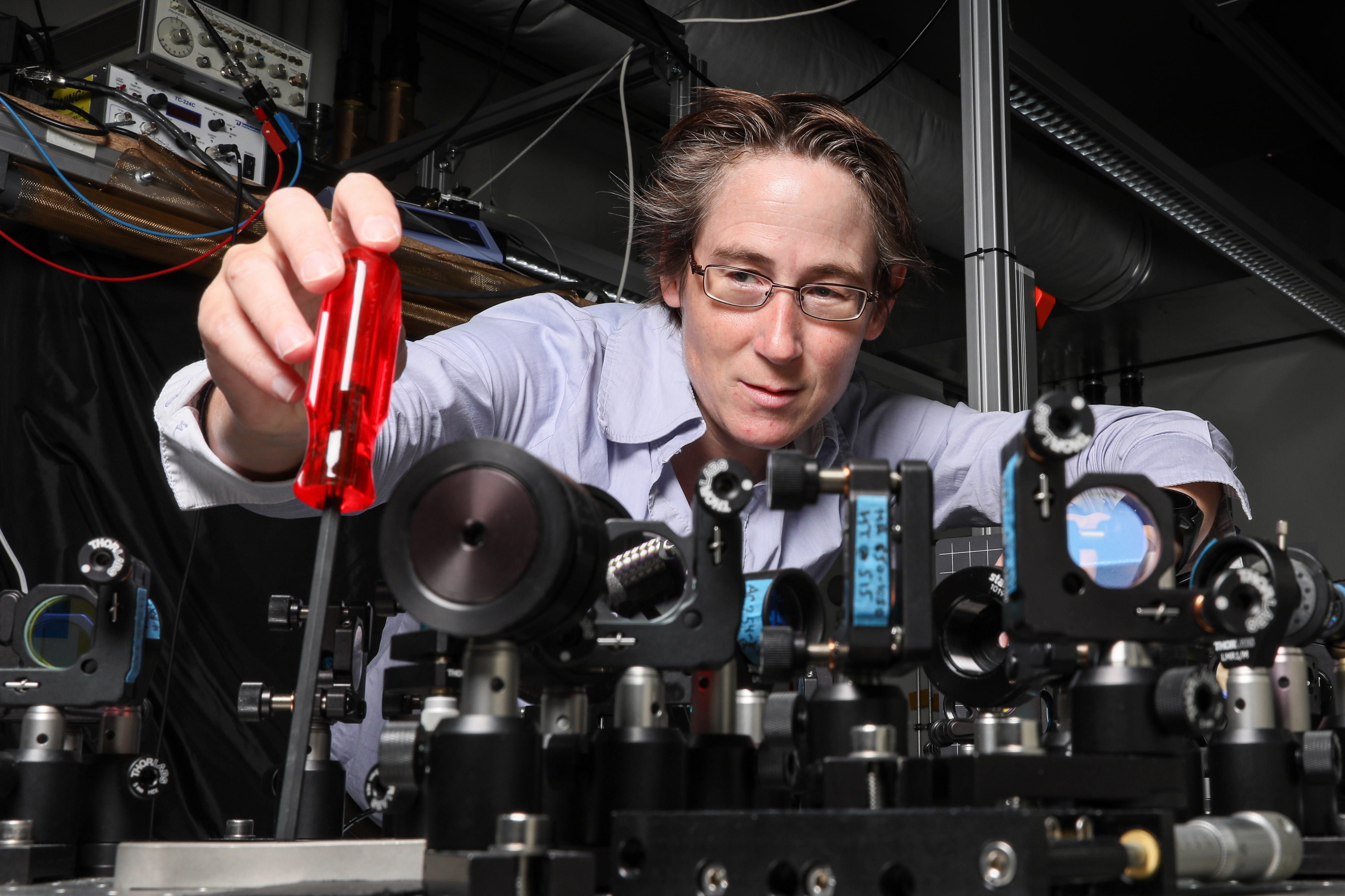
Sylvie Roke

Sylvie Roke (* 1977) ist eine niederländische Physikerin und Chemikerin mit dem Schwerpunkt Biophotonik. Sie war Leiterin einer Forschungsgruppe des Max-Planck-Instituts für Metallforschung (MPI-MF) in Stuttgart und hat gegenwärtig einen Lehrstuhl an der École polytechnique fédérale de Lausanne. Ihre Forschungsschwerpunkte beziehen sich auf die Struktur von Wasser und der vorhandenen Wassermoleküle.

## Werdegang
Roke schloss ihr Studium im Jahr 2000 in Utrecht mit einem Diplom in Chemie und experimenteller Physik ab. Sie studierte weiter an der Fakultät für Chemie der Universität Leiden und promovierte 2004 in nichtlinearer Schnittstellenoptik. Danach arbeitete sie als Postdoktorandin am FOM-Institut für Plasmaphysik in Nieuwegein, Rijnhuizen, und gewann anschließend das Humboldt-Forschungsstipendium an der Universität Heidelberg. Ab 2007 leitete sie das Metallforschungsteam am Max-Planck-Institut für Metallforschung. Seit 2011 ist sie Professorin auf dem Julia Jacobi-Lehrstuhl für Photomedizin an der École polytechnique fédérale de Lausanne in der Schweiz. 2022 wurde sie bei Optica für ihre Arbeit zu nichtlinearer Lichtstreuung und Bildgebung als Fellow ausgezeichnet.

## Forschung
- Roke untersucht die Oberflächenstruktur von Wasser. Dabei hat sie ein Messverfahren entwickelt, um Abläufe wie den Transport von Sauerstoff im Blut nachzuvollziehen.[8]
- Die Wissenschaftlerin analysiert wie Elektrolyte mit Wasser reagieren. Dabei beobachtet sie, wie die Dipol-Orientierung, der Ladungstransfer und die Verzerrungen der Wasserstoffbrückenbindungen sich verändern.[9]
- Roke verbesserte das nicht-lineare Mikroskop und konnte dadurch lebende Säugetierzellen aufzeichnen. Mit Hilfe dieser Bilder konnte sie diese Zellen zu bestimmten Organellen und Prozessen zuordnen. Außerdem ist es der Wissenschaftlerin mit diesem Verfahren möglich, die Funktionsweise spezieller Medikamente zu analysieren.[10]
- Forscherin Roke beschäftigt sich mit Hydrophobie, welche als Abstoßprozess verstanden wird, und diskutiert diese auf molekularer Ebene. Sie stellte fest, dass null geladene Tröpfchen durch ein Reinigungsverfahren erzeugt werden, welches keine Wirkung auf die Bewegung der Öltröpfchen hinterlässt.[11]

## Publikationen (Auswahl)
Scopus zählt 115 Publikationen, an denen Roke beteiligt ist. Diese wurden in 1563 Publikationen zitiert. Seit Beginn ihrer Publikationstätigkeit (2000) lag ihr Hirsch-Index 2021 bei 33. 2019 veröffentlichte sie 20 Publikationen, die 503 mal zitiert wurden.
| Publikationen                                                                                                  | Zitierhäufigkeit | Beteiligte Autoren | Leading Author   | Impact Factor der Journals |
| --- | ---------------- | --- | ---------------- | -------------------------- |
| Protons and Hydroxide Ions in Aqueous Systems                                                                  | 165              | Noam Agmon, R. Kramer Campen, Huib J. Bakker, Richard H. Henchman, Peter Pohl, Sylvie Roke, Martin Thämer, Ali A. Hassanali | Ali A. Hassanali | 31,636                     |
| Nonlinear Light Scattering and Spectroscopy of Particles and Droplets in Liquids                               | 144              | Grazia Gonella, Sylvie Roke                                                                                                 | S. Roke          | 20,643                     |
| Second harmonic and sum-frequency generation from aqueous interfaces is modulated by interference              | 120              | Cornelis Lütgebaucks, Alex G. F. de Beer, Sylvie Roke, Grazia Gonella                                                       | G. Gonella       | 31,636                     |
| Water-Mediated Ion Pairing: Occurrence and Relevance                                                           | 89               | Van der Vegt N., Haldrup K.,Roke S., Zheng J., Lund M., Bakker H.                                                           | Van der Vegt N.  | 31,636                     |
| The orientation and charge of water at the hydrophobic oil droplet – Water interface                           | 135              | R. Vaecha, S. Rick, P. Jungwirth, A. De Beer, H. De Aguiar, J. Samson, S. Samson                                            | S. Roke          | 17,5                       |
| Nonlinear Mie theory for second-harmonic and sum-frequency scattering                                          | 93               | A. De Beer, S. Roke | S. Roke          | 12,75                      |
| Electrolytes induce long-range orientational order and free energy changes in the H-bond network of bulk water | 88               | Y. Chen, H. Okur, C. Macias Romero, P. Cremer, P. Petersen, G. Tocci, D. Wilkins, C. Liang, M. Ceriotti, S. Roke            | S. Roke          | 31,636                     |

## Preise und Auszeichnungen
- 2005 – Empfängerin eines Alexander von Humboldt-Stipendiums.[16]
- 2005 – Auszeichnung als Leiter einer Max-Planck-Forschungsgruppe.
- 2006 – Profi in "Brillante Köpfe" für Deutschlands internationalen Sender Deutsche Welle's Tomorrow Today (ausgestrahlt im weltweiten Fernsehen 06/2006).
- 2006 – Minerva-Preis, der alle zwei Jahre von der niederländischen Stiftung für Grundlagenforschung zur Materie (FOM) verliehen wird.
- 2007 – Preis für junge Forscher, ESF-Konferenz über Bio-Grenzflächen, Saint Feliu, ES.
- 2008 – Hertha-Sponer-Preis der Deutschen Physikalischen Gesellschaft (DPG)
- 2009 – Gewinner eines ERC Startup Grants.
- 2010 – Auswahl für das Exzellenznetzwerk der Robert Bosch Stiftung (DE).
- 2010 – Junges Mitglied Werner-von-Siemens-Ring (DE).
- 2010 – Berlin-Brandenburgische Akademie der Wissenschaften (BBAW) und der Deutschen Akademie der Naturforscher, Leopoldina.
- 2011 – Julia Jacobi Chair für Photomedizin.
- 2013 – Titelbild und Fachbeitrag im SPIE-Monatsplaner 2013–2014.
- 2013 – Gewinner eines ERC-Konsolidierungszuschusses.